# Krzywe (Białoruś)
Krzywe (biał. Крывое 2, Krywoje 2; ros. Кривое-2, Kriwoje-2) – wieś na Białorusi, w obwodzie witebskim, w rejonie postawskim, w sielsowiecie Wołki.

## Historia
W czasach zaborów w guberni wileńskiej Imperium Rosyjskiego.
W dwudziestoleciu międzywojennym wieś i kolonia leżała w Polsce, w województwie wileńskim, w powiecie duniłowickim (od 1926 postawskim), w gminie Norzyca.
Według Powszechnego Spisu Ludności z 1921 roku zamieszkiwało tu 389 osób, 97 było wyznania rzymskokatolickiego a 292 prawosławnego. Jednocześnie 87 mieszkańców zadeklarowało polską a 302 białoruską przynależność narodową. Było tu 76 budynków mieszkalnych. W 1931 wyróżniono kolonię i wieś Krzywe. Wieś w 39 domach zamieszkiwało 205 osób, a kolonię w 45 domach 232 osoby.
Wierni należeli do parafii rzymskokatolickiej w Duniłowiczach i prawosławnej w Łasicy. Miejscowość podlegała pod Sąd Grodzki w Duniłowiczach i Okręgowy w Wilnie; właściwy urząd pocztowy mieścił się w Łasicy.
W 1938 roku miejscowość należała do gromady Krzywe gminy Norzyca.
Po agresji ZSRR na Polskę w 1939 roku wieś znalazła się w granicach BSRR. W latach 1941–1944 była pod okupacją niemiecką. Następnie leżała w BSRR. Od 1991 roku w Republice Białorusi.